# Ribes anatolicum
Ribes anatolicum är en ripsväxtart som beskrevs av L. Behçet. Ribes anatolicum ingår i släktet ripsar, och familjen ripsväxter. Inga underarter finns listade i Catalogue of Life.